# NGC 4013
NGC 4013 (другие обозначения — UGC 6963, MCG 7-25-9, ZWG 215.10, IRAS11559+4413, PGC 37691) — спиральная галактика (Sb) в созвездии Большая Медведица.
Этот объект входит в число перечисленных в оригинальной редакции «Нового общего каталога».
В галактике вспыхнула сверхновая SN 1989Z. Её пиковая видимая звёздная величина составила 12.